# Закон збереження імпульсу
Закон збереження імпульсу — один із фундаментальних законів фізики, який стверджує, що у замкненій системі сумарний імпульс усіх тіл зберігається.
Він звучить так:
у замкненій системі геометрична сума імпульсів (повний імпульс системи) залишається сталою за будь-яких взаємодій тіл цієї системи між собою.
Замкненою системою називають систему тіл, на які не діють зовнішні сили або вони зрівноважені.
У класичній механіці закон збереження імпульсу зазвичай виводиться як наслідок законів Ньютона. Із законів Ньютона можна показати, що під час руху системи в порожньому просторі імпульс зберігається в часі, а за наявності зовнішнього впливу швидкість зміни імпульсу визначається сумою прикладених сил.
Як і будь-який із фундаментальних законів збереження, закон збереження імпульсу пов'язаний, згідно з теоремою Нетер, з однією з фундаментальних симетрій, — однорідністю простору.
Закон збереження імпульсу вперше сформулював Р. Декарт.

## Доведення
Розглянемо систему із N тіл, які взаємодіють між собою. Силу, яка діє на i-те тіло з боку j-ого тіла позначимо {\displaystyle \mathbf {F} _{ij}}.
Рівняння руху для кожного із N тіл записуються у вигляді:
{\displaystyle {\frac {d\mathbf {p} _{i}}{dt}}=\sum _{j}\mathbf {F} _{ij}},
де {\displaystyle \mathbf {p} _{i}} — імпульс i-ого тіла.
Просумувавши усі рівняння, й враховуючи те, що за третім законом Ньютона
{\displaystyle \mathbf {F} _{ij}=-\mathbf {F} _{ji}},
отримуємо:
{\displaystyle {\frac {d}{dt}}\sum _{i}\mathbf {p} _{i}=0},
звідки
{\displaystyle \sum _{i}\mathbf {p} _{i}={\text{const}}},
Тобто сумарний імпульс системи з N частинок є сталою величиною — інтегралом руху. При N = 1 отримуємо вираз для випадку однієї частинки. Таким чином, випливає висновок:
якщо векторна сума всіх зовнішніх сил, які діють на систему, дорівнює нулю, імпульс системи зберігається, тобто не змінюється з часом.
Закон збереження імпульсу виконується не тільки для систем, на які не діють зовнішні сили, він справедливий і в тих випадках, коли сума всіх зовнішніх сил, які діють на систему, дорівнює нулю. Тобто відсутність зовнішніх сил, які діють на систему, достатня, але не необхідна для виконання закону збереження імпульсу.
Якщо проєкція суми зовнішніх сил на будь-який напрямок або координатну вісь дорівнює нулю, то в цьому випадку кажуть про закон збереження проєкції імпульсу на цей напрямок або координатну вісь.

## Зв'язок з однорідністю простору
| Симетрія у фізиці            | Симетрія у фізиці                 | Симетрія у фізиці            |
| Перетворення                 | Відповідна інваріантність         | Відповідний закон збереження |
| ---------------------------- | --------------------------------- | ---------------------------- |
| ⭥Трансляції часу             | Однорідність часу                 | …енергії                     |
| ⊠ C, P, CP і T-симетрії      | Ізотропність часу                 | …парності                    |
| ⭤ Трансляції простору        | Однорідність простору             | …імпульсу                    |
| ↺ Обертання простору         | Ізотропність простору             | …моменту імпульсу            |
| ⇆ Група Лоренца (бусти)      | Відносність Лоренц-коваріантність | …руху центра мас             |
| ~ Калібрувальне перетворення | Калібрувальна інваріантність      | …заряду                      |

Згідно з теоремою Нетер кожному закону збереження ставиться у відповідність якась симетрія рівнянь, що описують систему. Зокрема, закон збереження імпульсу еквівалентний однорідності простору, тобто незалежності всіх законів, які описують систему, від положення системи в просторі. Найпростіше виведення цього твердження ґрунтується на застосуванні лагранжевого підходу до опису системи.

### Виведення із закону збереження енергії
Розглянемо систему декількох частинок, які зіштовхуються пружно (без перетворення частини механічної енергії в інші форми), з масами {\displaystyle m_{i}} і швидкостями {\displaystyle u_{i}} до зіткнень і {\displaystyle U_{i}} після зіткнень. Закон збереження енергії має вигляд
{\displaystyle {\frac {1}{2}}\sum _{i}m_{i}u_{i}^{2}={\frac {1}{2}}\sum _{i}m_{i}U_{i}^{2}.}
Перейдемо в систему відліку, яка рівномірно і прямолінійно рухається зі швидкістю {\displaystyle v}. Швидкості частинок з точки зору цієї системи відліку будуть {\displaystyle u_{i}-v} до зіткнень і {\displaystyle U_{i}-v} після зіткнень. Закон збереження енергії з точки зору цієї системи має вигляд
{\displaystyle {\frac {1}{2}}\sum _{i}m_{i}{(u_{i}-v)}^{2}={\frac {1}{2}}\sum _{i}m_{i}{(U_{i}-v)}^{2},} або
{\displaystyle {\frac {1}{2}}\sum _{i}m_{i}{(u_{i}^{2}-2vu_{i}+{v}^{2})}={\frac {1}{2}}\sum _{i}m_{i}{(U_{i}^{2}-2vU_{i}+{v}^{2})}.}
Отже, {\displaystyle \sum _{i}m_{i}vu_{i}=\sum _{i}m_{i}vU_{i}}, звідки випливає {\displaystyle v\sum _{i}m_{i}u_{i}=v\sum _{i}m_{i}U_{i}}. Оскільки швидкість {\displaystyle v} довільна, то остання рівність буде справедливою тільки в разі виконання закону збереження імпульсу
{\displaystyle \sum _{i}m_{i}u_{i}=\sum _{i}m_{i}U_{i}.}

### Виведення з формалізму Лагранжа
Розглянемо функцію Лагранжа вільного тіла {\displaystyle {\mathcal {L}}\equiv {\mathcal {L}}(q_{i},{\dot {q}}_{i},t),} залежну від узагальнених координат {\displaystyle q_{i}\,,} узагальнених швидкостей {\displaystyle {\dot {q}}_{i}} і часу {\displaystyle t}. Тут крапка над {\displaystyle q} позначає диференціювання за часом, {\displaystyle {\dot {q}}_{i}\equiv {\frac {\partial q_{i}}{\partial t}}.} Виберемо для розгляду прямокутну декартову систему координат, тоді {\displaystyle q_{i}={\vec {r}}_{a},\ {\dot {q}}_{i}={\vec {v}}_{a}} для кожної {\displaystyle a}-тої частки. Використовуючи однорідність простору, ми можемо дати всім радіус-векторам частинок однаковий приріст, який не впливатиме на рівняння руху: {\displaystyle {\vec {r}}_{a}\to {\vec {r}}_{a}+{\vec {\xi }},} де {\displaystyle {\vec {\xi }}\equiv {\overrightarrow {\mathrm {const} }}.} У разі сталості швидкості функція Лагранжа зміниться так:
{\displaystyle \delta {\mathcal {L}}=\sum _{a}{\frac {\partial {\mathcal {L}}}{\partial {\vec {r}}_{a}}}\delta {\vec {r}}_{a}={\vec {\xi }}\ \sum _{a}{\frac {\partial {\mathcal {L}}}{\partial {\vec {r}}_{a}}},}
де підсумовування йде за всіма частинками системи. Оскільки приріст не впливає на рівняння руху, варіація функції Лагранжа має бути рівною нулю: {\displaystyle \delta {\mathcal {L}}=0.} З урахуванням того, що вектор {\displaystyle {\vec {\xi }}} — довільний, остання вимога виконується при:
{\displaystyle \sum _{a}{\frac {\partial {\mathcal {L}}}{\partial {\vec {r}}_{a}}}=0.}
Скористаємося рівнянням Лагранжа {\displaystyle {\frac {d}{dt}}{\frac {\partial {\mathcal {L}}}{\partial {\dot {q}}_{i}}}-{\frac {\partial {\mathcal {L}}}{\partial q_{i}}}=0:}
{\displaystyle \sum _{a}{\frac {\partial {\mathcal {L}}}{\partial {\vec {r}}_{a}}}=\sum _{a}{\frac {d}{dt}}{\frac {\partial {\mathcal {L}}}{\partial {\vec {v}}_{a}}}={\frac {d}{dt}}\sum _{a}{\frac {\partial {\mathcal {L}}}{\partial {\vec {v}}_{a}}}=0.}
Це означає, що сума, яка стоїть під знаком диференціала, — стала величина для даної системи. Сама сума і є сумарним імпульсом системи:
{\displaystyle {\vec {P}}=\sum _{a}{\frac {\partial {\mathcal {L}}}{\partial {\vec {v}}_{a}}}={\overrightarrow {\mathrm {const} }}.}
Враховуючи, що лагранжіан вільної частинки має вигляд: {\displaystyle {\mathcal {L}}={\frac {mv^{2}}{2}},} легко бачити, що останній вираз збігається з виразом у ньютоновому формалізмі:
{\displaystyle {\vec {P}}=\sum _{a}m_{a}{\vec {v}}_{a}={\overrightarrow {\mathrm {const} }}.}
Для релятивістської вільної частинки лагранжіан має дещо іншу форму: {\displaystyle {\mathcal {L}}=-mc^{2}{\sqrt {1-{\frac {v^{2}}{c^{2}}}}},} що призводить до релятивістського визначення імпульсу
{\displaystyle {\vec {P}}=\sum _{a}{\frac {m_{a}{\vec {v}}_{a}}{\sqrt {1-{\frac {v^{2}}{c^{2}}}}}}={\overrightarrow {\mathrm {const} }}.}
Нині не існує будь-яких експериментальних фактів, що свідчать про невиконання закону збереження імпульсу.

## Закон збереження імпульсу в квантовій механіці
Закон збереження імпульсу в ізольованих системах виконується і в квантовій механіці. У тих явищах, де проявляються корпускулярні властивості частинок, їхній імпульс, як і в класичній механіці, дорівнює {\displaystyle p=mv}, а якщо проявляються хвильові властивості частинок, їхній імпульс дорівнює {\displaystyle p={\frac {\hbar }{\lambda }}}, де {\displaystyle \lambda } — довжина хвилі. У квантовій механіці закон збереження імпульсу є наслідком симетрії відносно зсувів за координатами.

## Закон збереження імпульсу в теорії відносності
Закон збереження імпульсу виконується і в теорії відносності. Відмінність від класичної механіки полягає лише в тому, що в теорії відносності залежність імпульсу від швидкості має вигляд
{\displaystyle p={\frac {mv}{\sqrt {1-{\frac {v^{2}}{c^{2}}}}}}.}
У загальній теорії відносності, аналогічно ситуації з законом збереження енергії, при переході до викривленого простору-часу закон збереження імпульсу, що виражається просторовими компонентами співвідношення для тензора енергії-імпульсу
{\displaystyle T_{\nu ;\mu }^{\mu }=0,}
де крапка з комою виражає коваріантну похідну, призводить лише до величин, що зберігаються локально. Це пов'язано з відсутністю глобальної однорідності простору в просторі-часі загального вигляду.
Можна придумати такі визначення імпульсу гравітаційного поля, що глобальний закон збереження імпульсу буде виконуватися за руху в часі системи тіл і полів, але всі такі визначення містять елемент довільності, оскільки згаданий імпульс гравітаційного поля не може бути тензорною величиною за довільних перетворень координат.